# Joan Oleza
Joan Oleza Simó (Palma de Mallorca, 1946) es un historiador, teórico y crítico literario y novelista español.

## Biografía
Primeros años
Joan Oleza cursó sus estudios primarios y medios en el Colegio de Jesuitas de Montisión en Palma de Mallorca. En la Universidad de Valencia y en la Escuela de Periodismo de Madrid, realizó simultáneamente sus estudios de Filología Moderna y de Periodismo entre 1965 y 1968. En ese mismo año, y recién licenciado,  fue contratado como profesor ayudante por la Universidad de Valencia y al siguiente obtuvo la Beca de Formación del Personal Investigador. En 1972 defendía su tesis de doctorado Yo y realidad en las fórmulas novelísticas del siglo XIX. Las difíciles circunstancias de esos últimos años de la dictadura franquista, que afectaron a la Universidad de Valencia, así como el final de la beca y de su doctorado, lo impulsaron a asumir un contrato de profesor en la Odense Universitet (Dinamarca), adonde se trasladó en septiembre de 1972. Permaneció hasta el verano de 1974 en dos cursos decisivos para su formación científica en un ámbito internacional y plenamente actualizado.
Se reincorporó a la Universidad de Valencia en septiembre de 1974, y en noviembre de 1975 obtuvo por Concurso Oposición la plaza de Profesor Agregado de la Universidad de Barcelona. En abril de ese mismo año, se trasladó a la plaza equivalente en la Universidad de Valencia y, en 1979, asumió por concurso de méritos la Cátedra de Literatura Española.
En esos primeros años como agregado/catedrático contribuyó a impulsar la transformación democrática de la Universidad de Valencia. En el curso 1976-77, la candidatura a Decano del catedrático Fernando Montero, filósofo y maestro de vida, de la que formaba parte como Secretario, ganó las primeras elecciones democráticas. En 1978, junto con un grupo de profesores, fundó la Facultad de Filología, hasta entonces inexistente en la Universidad de Valencia. Como resultado de las primeras elecciones a la nueva Facultad, fue elegido Vicedecano en una candidatura encabezada por el catedrático de Filología Valenciana Manuel Sanchis Guarner, humanista valenciano que influyó de forma relevante en su trayectoria. En 1981, jubilado el profesor Sanchis Guarner, y convocadas nuevas elecciones, Joan Oleza fue elegido Decano de la Facultad, cargo en el que permaneció hasta marzo de 1985. Durante este tiempo fue miembro del claustro constituyente de la Universidad de Valencia, en el que se elaboraron y aprobaron sus Estatutos y se convocaron las primeras elecciones democráticas a Rector. 
Actividad política durante la Transición
Al retorno de su estancia en los países escandinavos, reanudó la implicación política de los años anteriores a su partida, en los que había participado activamente tanto en la constitución del ilegal Sindicato Libre de Estudiantes como en el movimiento de Profesores No Numerarios. Desde octubre de 1974 se afilió al clandestino Partido Comunista de España, que contribuyó a reconvertir en Partit Comunista del País Valencià, y de cuyo Comité del País formó parte, así como de su Comité Executiu. Dirigió la revista Cal Dir, órgano del PCPV, en la que con un conjunto de periodistas profesionales (Rosa Solbes, Jesús Sanz, Jordi Pérez Boix, Manuel Peris, Gonzalo Moure, Tina Blanco, Emilia Bolinches, Josep V. Rodríguez...), profesores e intelectuales (Ernest García, Gustau Muñoz, Doro Balaguer, Josep Lluís Sirera...), y artistas plásticos (el Equipo Crónica, Vicent Martínez, o el galerista Vicente García, propietario de la imprenta, entre otros), trató de llevar adelante una prensa de partido abierta a otras perspectivas democráticas y con un formato competitivo. Durante este período la revista fue secuestrada, por efecto de la llamada Ley Fraga (Ley de Prensa e Imprenta, 1966), por un número monográfico contra la pena de muerte, y sufrió un atentado con bomba, colocada en los talleres donde se imprimía. Como dirigente del Partido, todavía en la ilegalidad,  pactó con el Gobierno Civil de Valencia la visita de Santiago Carrillo a la ciudad, y coorganizó su primer mitin público en la plaza de toros de Valencia. Además, en la ciudad, protagonizó la “salida a la luz” de los dirigentes comunistas, su primera aparición pública como tales, presentando a la dirección del mismo, junto con Antonio Palomares, Secretario General, en el salón de actos de la entonces Facultad de Económicas, ante un numerosísimo público. En 1976 fue miembro de la Junta Democrática, colaborando por entonces con el profesor Manuel Broseta, posteriormente asesinado por ETA, y una vez legalizado el Partido fue uno de los coordinadores de su primera campaña electoral, culminada en junio de 1977. En 1978, tras la aprobación de la Constitución, hizo pública la dimisión de sus cargos y abandonó la militancia de partido, para resituarse, ya en democracia, como intelectual independiente.
Entre finales de los 70 y principios de los 80, años de la llamada batalla de Valencia, su compromiso cívico lo llevó a defender las posiciones de la Facultad de Filología, como decano, frente a los diferentes intentos, promovidos desde la Generalitat y desde determinados partidos y asociaciones civiles, de legalizar el secesionismo lingüístico del valenciano frente al catalán. En aquel clima de tensión civil, con manifestaciones callejeras violentas y agresiones que llegaron hasta el estallido de una bomba en casa del escritor Joan Fuster, el doble atentado con bomba al profesor Sanchis Guarner, o en el propio Departamento de Literatura Española, con una bomba en el despacho del profesor Pedro de la Peña, las iniciativas tomadas como decano, como escritor y como intelectual, y la intervención en diversos foros públicos (Programas de la televisión nacional como La clave o Esta es mi tierra..., debates en la radio o en la prensa), provocarán una campaña pública contra el profesor Oleza, dirigida desde el diario Las Provincias, reiteradas amenazas tanto anónimas como públicas, y hasta una iniciativa de la Academia de Cultura Valenciana, que los partidos promotores del secesionismo lingüístico llevaron al plenario del Ayuntamiento de Valencia, de declarar al escritor Joan Fuster, al cantante Raimon, al escultor Andreu Alfaro, al editor Eliseu Climent y al decano Joan Oleza como personas no gratas a la ciudad de Valencia, iniciativa que fracasó y provocó la reacción de diversos municipios del País Valenciano, que les ofrecieron su homenaje.
Actividad profesional
Su esfuerzo profesional se dedicó en estos años a la constitución y dirección del Departamento de Literatura Española en 1978, que según iban cambiando las leyes del período, se reestructuró como Departamento de Filología Española, el cual dirigió hasta 1990, en que ya plenamente consolidado, renunció definitivamente al cargo. Cabe destacar su contribución a la internacionalización de la actividad científica, promoviendo los primeros programas Erasmus, los convenios con numerosas universidades europeas y americanas, o colaborando con la Agencia Española de Cooperación Iberoamericana de Madrid. En este línea, y al frente del Departamento de Filología Española, promovió la organización de un Congreso de homenaje y el nombramiento como doctor honoris causa al profesor John Varey, Principal del Westfield College de la Universidad de Londres, como representante del Hispanismo Internacional, en agradecimiento a su esfuerzo por llenar el hueco que el exilio exterior o interior de las figuras académicas de la República había dejado en las universidades españolas.
En ese contexto, la constitución de todo un equipo de investigación del teatro y la literatura españolas se acompasó con iniciativas como la creación de la revista Cuadernos de Filología, la de la revista diablotexto (hoy Diablotexto Digital) o la firma de una serie de contratos de investigación y publicación con la editorial Tamesis Books, de Londres, con la Institución Alfonso el Magnánimo (y después con su sucesora, la IVEI, entre 1989 y 1992) o con otras universidades españolas (Sevilla y UNED de Madrid).
También en estos años comenzó el esfuerzo por conocer y restituir el legado cultural de la República y del exilio, y por recuperar su memoria histórica. Cobra especial significación la participación del profesor Oleza como invitado en el Congreso Internacional de Intelectuales y Artistas, organizado por la Generalitat Valenciana en 1987, en conmemoración del II Congreso de Escritores en defensa de la cultura, celebrado en Valencia en 1937, como capital de la República, con una ponencia colectiva –como la que firmaron los escritores valencianos de 1937- titulada "Llengua, literatura i poder: la cultura valenciana com a conflicte" . Y en esta línea  tendrá una especial relevancia la organización del Congreso Internacional Max Aub y el Laberinto español, en Valencia, en 1993, con la concesión a título póstumo al escritor de la medalla de la Universidad de Valencia, cuya lección magistral impartió Francisco Ayala. Este primer Congreso aubiano abriría una línea de investigación continuada por Oleza hasta la actualidad, centrada en la obra de Max Aub y en la recuperación del legado cultural y literario del exilio.
Desde los primeros pasos de su carrera profesional el profesor Oleza ha dedicado una atención especial a la investigación literaria, contribuyendo a trasladar el campo de las Humanidades hacia la investigación regulada y sistemática, consolidando en España el trabajo de investigación en equipo, integrando en sus equipos a numerosos investigadores de otras universidades, nacionales e internacionales, y atrayendo la asignación de contratos y becas de investigación competitivos. Ha dirigido 36 tesis de doctorado hasta el momento. Desde el año 2000, y aparte de colaborar en otros proyectos, ha dirigido de forma ininterrumpida toda una serie de proyectos del Plan Estatal de Investigación, además de algunos del Plan de la Generalitat Valenciana. Entre estos proyectos, el profesor Oleza ha liderado el que fue de mayor masa crítica conformado en España en el campo de la Filología, la Historia o la Filosofía, coordinando doce grupos de investigación de prestigio, cincuenta y dos universidades nacionales y extranjeras, y más de ciento cincuenta investigadores, tras obtener el patrocinio del Programa Consolider-Ingenio 2010, el más selectivo de la investigación de excelencia, para su proyecto Patrimonio teatral clásico español: textos e instrumentos de investigación (2010-2015). En 2011, un equipo interdisciplinar de muy diferentes especialidades, bajo su dirección, promovió un proyecto titulado Cultura y sociedad en la era digital, constituido por un consorcio de universidades y el Consejo Superior de Investigaciones Científicas, seleccionado para integrar el Valencia Campus Internacional de Excelencia. En 2016, la Generalitat Valenciana reconoció su proyecto de investigación Max Aub y las confrontaciones de la memoria histórica como proyecto del programa Prometeo para grandes proyectos de excelencia.
Actualmente es Profesor Emérito de la Universidad de Valencia.
Teoría, historia, crítica, método.
Como investigador, el profesor Oleza se ha especializado en diversos momentos de la literatura y la cultura españolas, concebidos siempre en un marco internacional de referencias: el teatro de los siglos XVI y XVII, las narrativas del siglo XIX, el proceso de desarrollo y crisis de la Modernidad; la literatura del exilio, y en especial la obra de Max Aub (ha dirigido la edición de sus Obras Completas: 16 tomos, en 11 volúmenes, hasta hoy); la literatura actual, la Postmodernidad y el giro cultural del siglo XX al XXI ; o las Humanidades Digitales (creador de bases de datos como Artelope, o Emothe,  responsable humanístico de la reconstrucción virtual de teatros del XVII como el de La Olivera). En su trayectoria ha defendido una exigente especialización en cada campo conjuntada con la amplitud de perspectiva intelectual y la diversidad de campos de interés, y ha trabajado siempre con disciplinas transversales: la teoría literaria, la historia cultural, la historia social, la estética, las nuevas tecnologías... La literatura le ha interesado como una esfera autónoma de actividad en el contexto de los grandes procesos históricos y culturales.
En los distintos campos en los que ha trabajado ha elaborado tesis y metodologías propias ampliamente difundidas y seguidas. Así, en el campo de la literatura del siglo XIX, cabe señalar su historia de la novela realista como el proceso evolutivo de una ideología liberal desde su formación hasta su crisis, con la especial elaboración de la última fase de esta evolución, la del movimiento espiritualista, hasta entonces escasamente elaborado en la literatura española. El proceso entero se sitúa en un marco de referencias europeo, y se dedica una especial atención a la obra de Clarín, (en la que distingue afinidades, etapas diferenciadas y repercusiones posteriores) y de Galdós, cuya obra ha situado en el eje de articulación de la Modernidad en España.
En sus trabajos sobre el teatro clásico español, destacan la relectura del conjunto del teatro del siglo XVI, en clave de prácticas escénicas, concepto creado en sus primeros trabajos, cuya pugna y síntesis final dio lugar a la práctica escénica de la Comedia Nueva de Lope de Vega; el enfrentamiento a la inmensa obra de Lope de Vega a partir de la distinción de una serie de géneros dramáticos y de un movimiento evolutivo (desde el primer Lope hasta el Lope de senectud) que rompen a dúo con la imagen heredada y monolítica de su teatro, y especifican el conjunto de sus diferencias. Por otra parte, y una vez más, sitúa el teatro barroco español en relación con los teatros europeos contemporáneos, sopesando sus convergencias y divergencias desde una perspectiva nueva, integradora, la de la dialéctica entre fuerzas históricas antagónicas, de un lado el crecimiento de las ciudades modernas y de una cultura urbana, pública, comercial y profesional, y del otro la sociedad cortesana en cuyo seno se desenvuelven esas ciudades, organizada como monarquía absoluta, con el monopolio del poder acumulado en la Corte, y con una cultura aristocrática, basada en una jerarquía de servidumbres y gustadora de fastos autocelebrativos y del teatro de encargo: la pugna entre una fuerza y otra dará lugar a distintas prácticas teatrales en los distintos países europeos y marcará las posibilidades de evolución de lo que hoy llamamos el teatro clásico europeo.
           En el campo de la literatura contemporánea, destaca su análisis del giro cultural provocado a partir de la crisis de la Modernidad, de la eclosión de la Posmodernidad, primero, y de la plena constitución de la era de la comunicación, después, y de sus consecuencias sobre el sistema literario; su elaboración del concepto de realismo posmoderno y su estudio de la línea de evolución y transformaciones de la poética realista a lo largo de la Modernidad; su trabajo sobre la escritura apócrifa y las crisis de identidad en el final del siglo XIX y en el final del siglo XX; la dedicación a la normalización de la literatura del exilio dentro de la historia de la literatura española y a las escrituras de la memoria histórica; la atención dedicada tanto a visiones de conjunto (la Generación de la Transición) como a escritores particulares desde la primera mitad del siglo (Blasco Ibáñez, Valle Inclán, Miró…) hasta los coetáneos (Luis García Montero, Antonio Muñoz Molina, Luis Landero, Rafael Chirbes…), y muy especialmente la dedicación al rescate y actual posición canónica de la figura de Max Aub, cuya Obras completas comenzó a editar (con una amplia colaboración colectiva) en el 2000 y continúa actualmente.
Ha dedicado también estudios a la literatura catalana (Llorenç Villalonga) y actualmente trabaja sobre la memoria histórica de la guerra civil en las distintas literaturas ibéricas. Joan Oleza ha sido un decidido partidario de la aplicación de las nuevas tecnologías a la investigación literaria: en este aspecto fue pionera la base de datos Artelope, sobre el teatro de Lope de Vega, hoy utilizada internacionalmente, y la posterior Emothe, sobre el teatro clásico europeo. Junto con ingenieros informáticos y arquitectos ha procedido a la reconstrucción 3D de teatros patrimoniales europeos, como el de La Casa de comedias de La Olivera, en Valencia, actualmente en acceso abierto en internet. Como escritor es autor de varias novelas, en castellano (La mansión roja (1979), Cuerpo de transición (1993)) y en catalán (Tots els jocs dels jugadors (1981), La vida infidel d’un Arlequí (2009)), de diversos relatos y de la versión teatral de La Estrella de Sevilla, para la Compañía Nacional de Teatro Clásico, dirigida por Miguel Narros, en la temporada 1998.

## Reconocimientos y transferencia
El profesor Oleza ha sido Visiting Professor en The University of Chicago, Università degli Studi di Bologna, Westfield College (University of London), Universidad Nacional de Mar del Plata, Universidad Nacional de La Plata; es miembro del comité científico de una docena de la más prestigiosas revistas internacionales de la especialidad (Bulletin of Spanish Studies, Boletín de la Biblioteca de Menéndez Pelayo, Criticón, Drammaturgia, Anales galdosianos, Anuario Calderoniano, Filología…). Ha presidido el Comité de Organización de diferentes Congresos internacionales, entre los que destacan el Congreso Internacional Teatro y prácticas Escénicas en los siglos XVI y XVII (Valencia, 1989); el Convegno Internazionale sul Teatro Spagnolo ed Italiano del Cinquecento, en codirección con el professor Rinaldo Froldi (Università degli Studi di Bologna-Volterra, 1991); el Congreso Internacional Max Aub y el laberinto español (Valencia, 1993); el Congreso Internacional Vicente Blasco Ibáñez: 1898- 1998. La vuelta al siglo de un novelista (Valencia, 1998); o el Congreso Internacional Lope de Vega y el teatro clásico español (Valencia, 2012). Ha formado parte de las diferentes agencias de evaluación científica: desde la CNEAI hasta la ANECA o la ANEP, pasando por diversas autonómicas. Atento a la transferencia social de sus conocimientos ha colaborado con Festivales teatrales (Almagro, Olmedo, Almería); con la Compañía Nacional de Teatro Clásico; con instituciones culturales, en las que ha dictado conferencias (Fundación Juan March, Biblioteca Nacional, Museo del Prado, Galeria deglli Uffizi, Instituto Valenciano de Arte Moderno (IVAM), Casa-Museo Pérez Galdós ( nombrado Galdosiano de Honor en 2013); ha participado en diversas Exposiciones y en numerosos documentales fílmicos y programas televisivos o radiofónicos sobre literatura (Gabriel Miró, Blasco Ibáñez, Max Aub…) Muy pronto, en 2004, obtuvo el máximo reconocimiento a la investigación por parte de la CNEAI. En 2007 obtuvo el de la Universitat de València. En octubre de 2016 el Departamento de Filología Española organizó el Congreso Internacional Entresiglos: Literatura e Historia, Cultura y Sociedad, en homenaje al Profesor Oleza. En 2017 la Universidad Nacional de La Plata le otorgó el doctorado honoris causa. En 2018 la Academia de las Artes Escénicas de España le concedió su Medalla de Oro.